# 유럽 중기 기상예보 센터

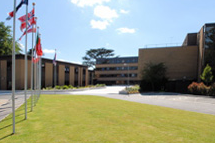

유럽 중기 기상예보 센터(ECMWF, European Centre for Medium-Range Weather Forecasts)는 대부분의 유럽 국가가 지원하는 독립적인 정부 간 조직이다. 이는 영국 레딩의 신필드파크(Shinfield Park), 이탈리아 볼로냐, 그리고 독일 본 (독일)에 위치한다. 이는 유럽에서 가장 큰 슈퍼컴퓨터 단지 중 하나이자 세계 최대의 수치 기상 예측 데이터 아카이브를 운영하고 있다.

## 목적
ECMWF는 최대 15일의 정확한 중거리 세계 일기 예보와 최대 12개월의 계절 예보를 제공하는 것을 목표로 한다. 해당 제품은 국가 단거리 및 기후 활동을 보완하기 위해 회원국 및 협력 국가의 국가 기상청에 제공되며, 해당 국가는 ECMWF의 제품을 자체 국가 업무, 특히 조기 경보 제공에 사용한다. 악천후로 인해 피해를 입을 가능성이 있다.
ECMWF의 핵심 임무는 다음과 같다.
- 수치 일기 예보를 생성하고 날씨에 영향을 미치는 행성 시스템을 모니터링한다.
- 예측 능력 향상을 위한 과학기술 연구 수행
- 기상 데이터 아카이브 유지

이 핵심 임무를 수행하기 위해 센터는 다음을 제공한다.
- 하루 2회 전 세계 수치 일기 예보
- 대기질 분석
- 대기 조성 모니터링
- 기후 모니터링
- 해양순환분석
- 수문학적 예측